# Carenar

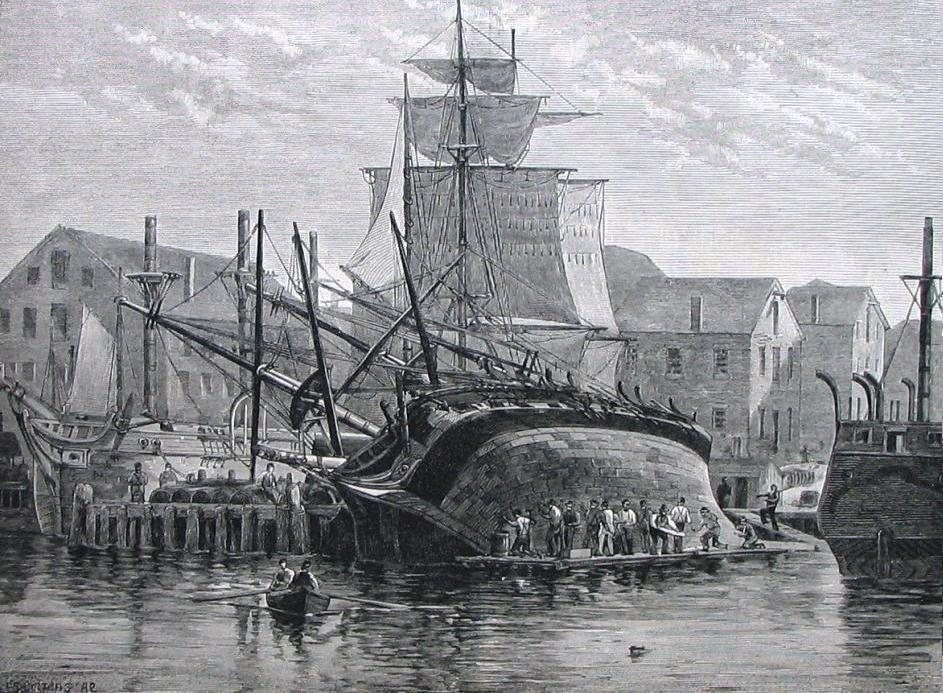
Vell balener de costat i sent carenat prop de New Bedford

En relació amb vaixells i embarcacions que havent navegat un cert període necessitin alguna reparació del buc, carenar significa restaurar l’obra viva bruta o malmesa per les condicions de navegació.
En funció de les característiques del vaixell, de les seves dimensions i del material del seu buc, l’acció de carenar pot comportar operacions diverses.
L’expressió antiga en llatí «dare latus» és equivalent a carenar o fer carena. En documents catalans antics figura com «donar lats».

## Espalmar
Una de les definicions del verb espalmar el fa equivalent a netejar i enseuar l’obra viva d’un vaixell de fusta. Aquesta operació està ben documentada en documents medievals. També el topònim «espalmador» figura en documents diversos. Les operacions de carenar i espalmar poden considerar-se similars.
| «                  | ...en totes les naus trobareu grosses anelles de ferro per ço com volen mostrar carena o volen spalmar, o com corren gran fortuna e·s trenquen les agulles del timó, liguen lo timó en aquelles anelles, les quals van totes davall la aygua ... | » |
| — Tirant lo Blanch | |   |

## Procediments
Per a treballar en l’obra viva d’un vaixell és gairebé imprescindible que la superfície respectiva estigui fora de l’aigua. Hi ha diversos procediments que permeten assolir aquest objectiu: aprofitar l'acció de la marea, posar el vaixell en un escar (natural o artificial), posar el vaixell en un dic (fix o flotant) o realitzar l’operació de fer carena mantenint el vaixell a flot.

### Marea
La marea permet fer carena en indrets adequats. La marea baixa deixa el vaixell en sec. El vaixell pot tombar-se de costat o romandre dret sobre una bastida o amb suports auxiliars.

### Escar

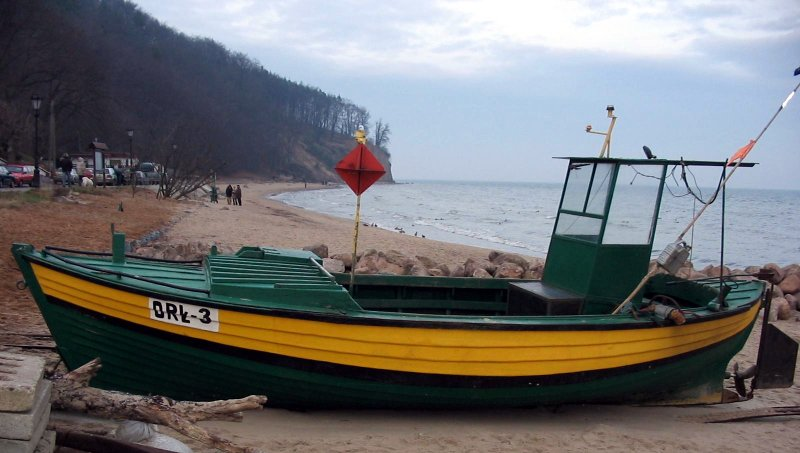
Barca reposant en sec a la platja.

Un escar és un pla inclinat a la vora de la mar. Des de temps molt antics han permès la posada en sec dels vaixells en indrets on les marees són de poca intensitat. Els escars naturals són platges amb un pendent moderat que faciliten l’ascens i descens de les naus, arrossegades per força animal o mecànica.
A la Unió Europea està prohibit aquest carenat, abans tradicional, fora de les zones autoritzades.

### Dic
Amb marees o sense, els dics permeten carenar un vaixell. Dics secs o dics flotants. Dics de marea o dics amb aigua moguda per bombes.

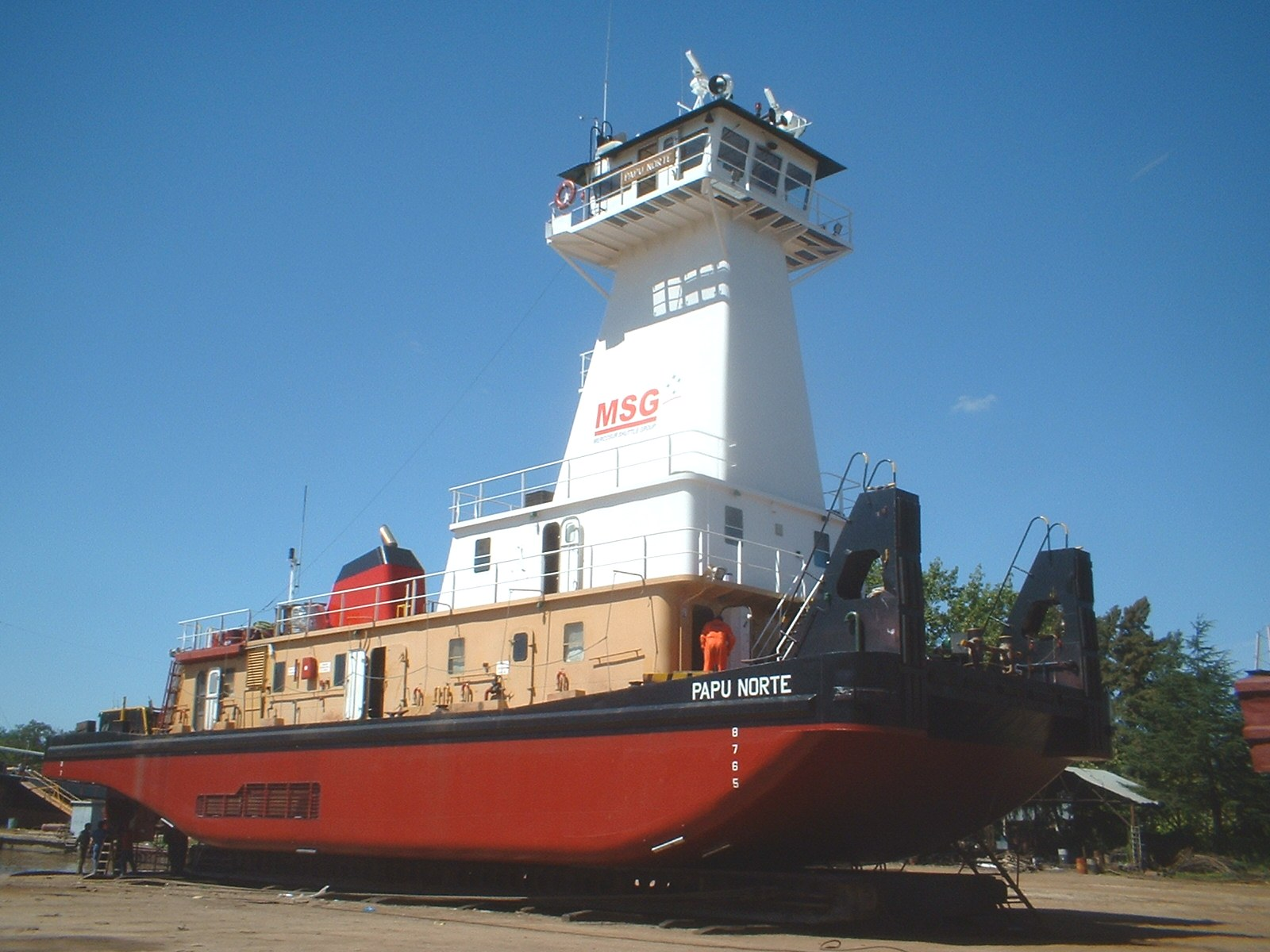
Sistema Varador
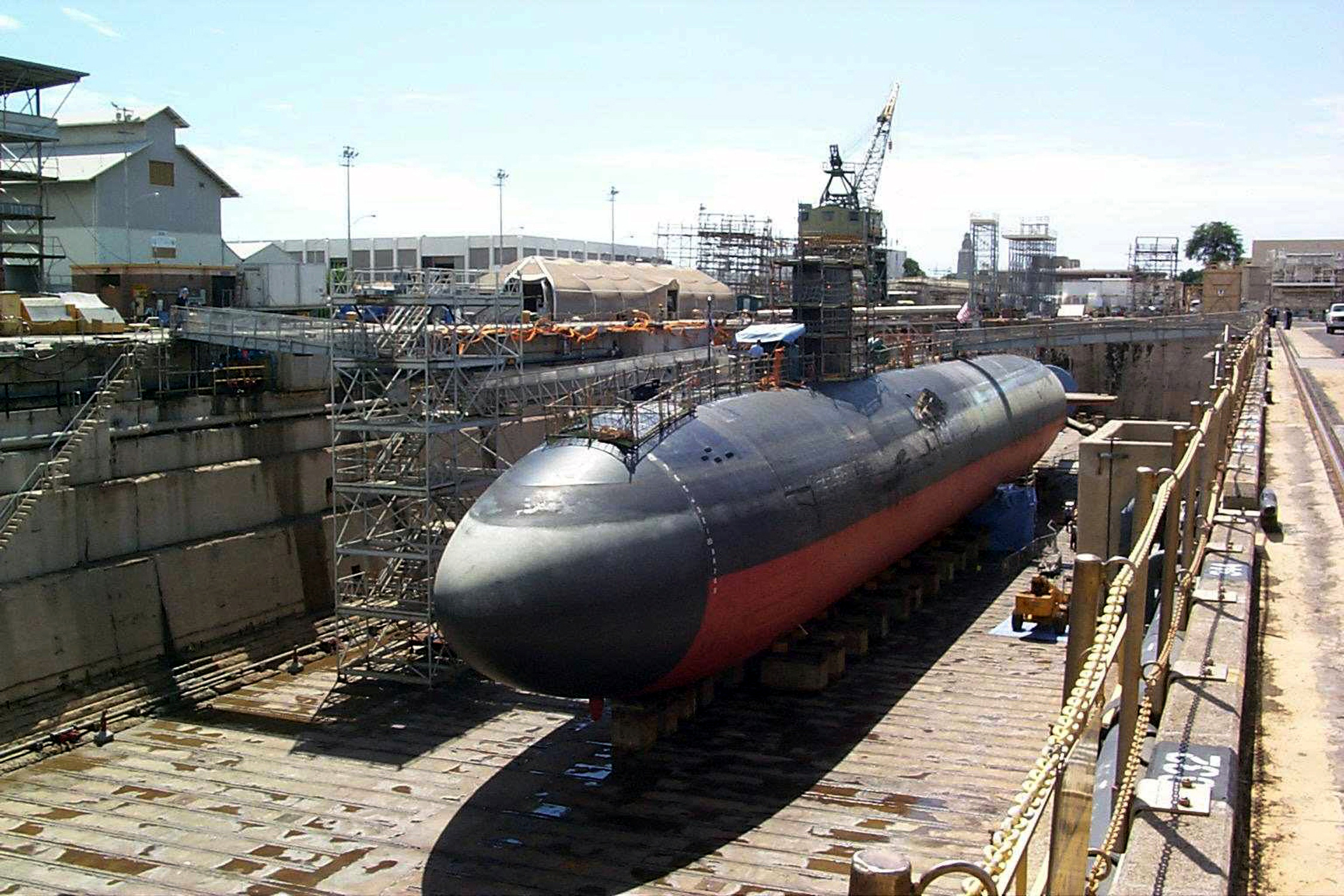
Dic sec amb sistema de resclosa
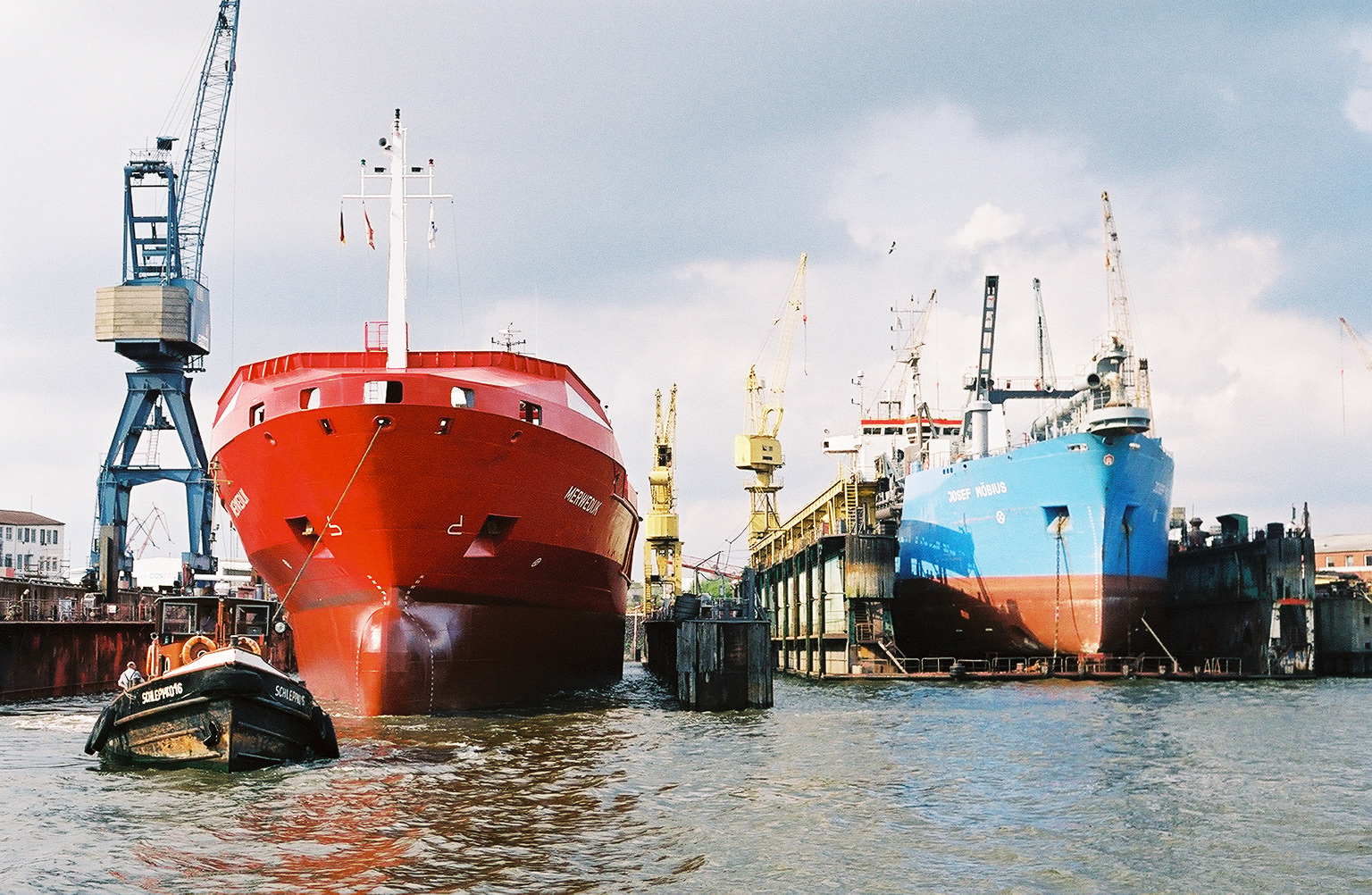
Dic flotant al port d'Hamburg, Alemanya

### Amb el vaixell a flot
Quan els sistemes anteriors no poden aplicar-se és possible carenar un vaixell a flot. Mitjançant el desplaçament de pesos i la tensió de cordes el vaixell es fa escorar fins que tota l’obra viva d’un costat queda al descobert. Els operaris treballen sobre un rai que fa de plataforma flotant (Vegeu figures).

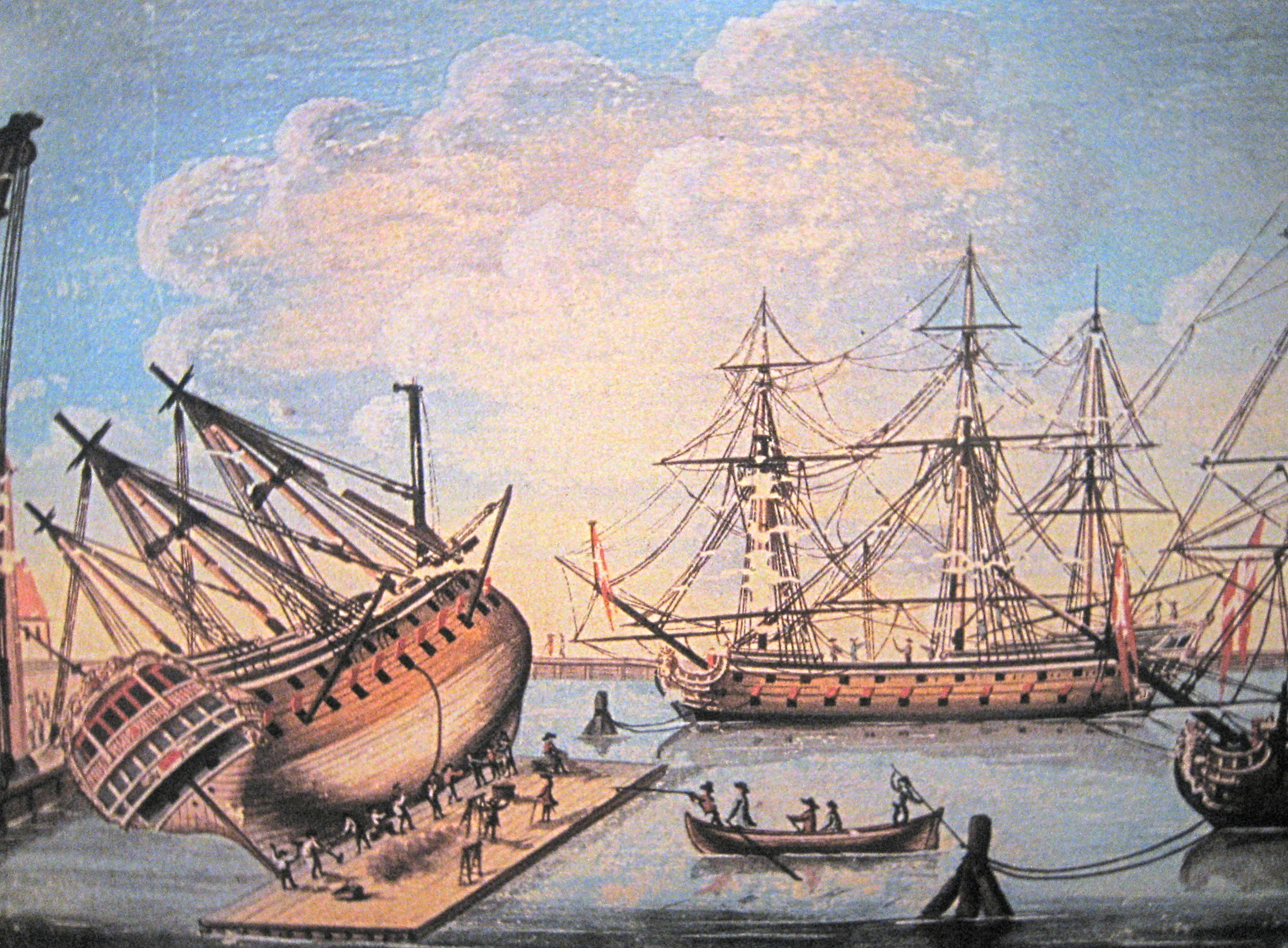
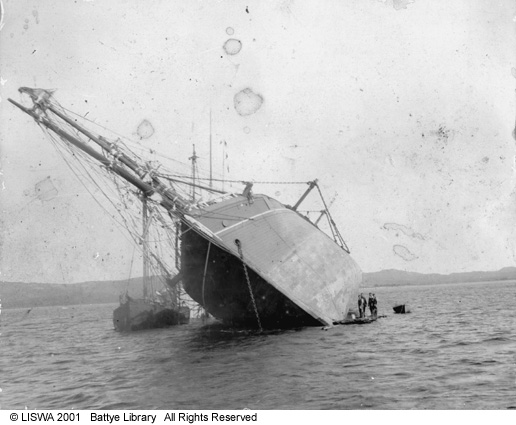